# (57424) Caelumnoctu
(57424) Caelumnoctu est un astéroïde de la ceinture principale.

## Description
(57424) Caelumnoctu est un astéroïde de la ceinture principale. Il fut découvert le 16 septembre 2001 à Socorro (Nouveau-Mexique) par le projet LINEAR. Il présente une orbite caractérisée par un demi-grand axe de 3,04 UA, une excentricité de 0,09 et une inclinaison de 9,7° par rapport à l'écliptique.

## Compléments